# Ninian (rzeka)
Ninian – rzeka we Francji, przepływająca przez tereny departamentów Côtes-d’Armor oraz Morbihan, o długości 52 km. Stanowi lewy dopływ rzeki Oust.